# Violant Cervera i Gòdia
Violant Cervera i Gòdia (Lleida, 12 de juny de 1969) és una política catalana, diputada al Parlament de Catalunya en la desena i onzena legislatures i consellera de Drets Socials del Govern de la Generalitat de Catalunya entre 2021 i 2022.

## Biografia
És llicenciada en filologia hispànica per la Universitat de Lleida i postgraduada en Tecnologies de la informació per a no informàtics i en Gestió de Recursos de la Informació per la Universitat Oberta de Catalunya. Ha treballat com a tècnic superior d'Estudis i Informació de la Diputació de Lleida.
Militant de la Joventut Nacionalista de Catalunya i de Convergència Democràtica de Catalunya, n'ha estat consellera nacional i a les eleccions al Parlament Europeu de 2009 fou la candidata número 26 de la llista Coalició per Europa, però no fou escollida. De 2011 a 2012 fou directora general d'Acció Cívica i Comunitària del Departament de Benestar Social i Família de la Generalitat de Catalunya.
Fou elegida diputada per Lleida a les eleccions al Parlament de Catalunya de 2012. Ha estat secretària de la Mesa de la Comissió de Polítiques de Joventut i de la Mesa de la Comissió del Síndic de Greuges del Parlament de Catalunya. A les eleccions al Parlament de Catalunya de 2015 formà part de la llista de Junts pel Sí per Lleida en el número 5 i fou escollida novament diputada fins a l'aplicació de l'article 155 el 2017.
En el govern de Pere Aragonès fou escollida com a Consellera del Departament de Drets Socials de la Generalitat de Catalunya, càrrec que ostentà fins a la sortida del seu partit del govern. Es presentà com a segona junt amb Toni Postius com a alcaldable a Lleida a les eleccions municipals de 2023.
Des d'octubre de 2024 és la vocal del Tercer sector social, infància i adolescència del seu partit.